# Robeschia schimperi
Robeschia  es un género monotípico de plantas de la familia Brassicaceae. La única especie, Robeschia schimperi, es originaria del Sinaí, Siria, Irán y Pakistán.

## Descripción
Es una planta anual, que alcanza un tamaño de 5-20 (-30) cm de altura, erecta, ramificada en su mayoría desde la base, por lo general densamente pilosas con pelos cortos y ramificados. Hojas 2-pinnatisectas, de 20-60 mm de largo, pecioladas; lóbulos cortos, estrechamente oblongas. Las inflorescencias en racimos con 10-25-flores, ebracteadas, de hasta 15 (-20) cm de largo en el fruto. Flores de 3 mm de diámetro, de color blanco o lila pálido; pedicelos 1.5 a 2.5 mm de largo en la fruta, espesa, ascendente o casi erectos. Sépalos de 2,5 mm de largo. Pétalos de 4-5 mm de largo, 1-1.5 mm de ancho. Estambres   2.5: 3 mm de largo, anteras c. 0,5 mm de largo. Silicuas de 25-40 mm de largo, 1-1.5 mm de ancho, linear-cilíndricas, erectas, rectas, cónicas anteriormente, peludas, a veces casi glabras; válvas con una nervadura central clara; estigma corto, sub-sésil, semillas de 10 a 14 en cada lóculo, de 1 mm de largo.

## Taxonomía
Robeschia schimperi fue descrito por (Boiss.) O.E.Schulz  y publicado en Opredelitel' Vissih Rastenii Baskirskoj ASSR IV–105(86): 360. 1924.
Sinonimia
- Arabidopsis schimperi (Boiss.) N. Busch
- Robeschia sinaica Hochst. ex E. Fourn.
- Sisymbrium schimperi Boiss.[2]